# The Kingston Trio
The Kingston Trio — американський фолк — поп-музичний гурт, який допоміг розпочати відродження фолку в кінці 1950-х до кінця 1960-х років. Група починалася як нічний клуб у районі затоки Сан-Франциско з оригінальним складом Дейва Гарда, Боба Шейна та Ніка Рейнольдса. Який здобув міжнародну популярність завдяки безпрецедентним продажам платівок і допоміг змінити напрямок популярної музики в США.
The Kingston Trio була однією з найвидатніших груп епохи фолк-поп буму, який вони розпочали в 1958 році з випуску однойменного першого альбому тріо та його хітового запису «Tom Dooley», який став хітом номер один і яких було продано понад три мільйони копій синглів. Тріо випустило дев'ятнадцять альбомів, які потрапили до Топ-100 Billboard, чотирнадцять із яких увійшли до топ-10, а п'ять з яких потрапили на перше місце. Чотири з альбомів гурту входили до списку 10 найбільш продаваних альбомів протягом п'яти тижнів у листопаді та грудні 1959 року, цей рекорд не зрівнявся понад 50 років, і група все ще входить до постійних списків багатьох сукупних хіт-парадів Billboard, включно з альбомами за більшість тижнів з першим місцем, найбільшою кількістю загальних тижнів чартах альбому, найбільшою кількістю перших альбомів, найбільшою кількістю послідовних перших місць і найбільшою кількістю десяти альбомів.
У 1961 році Тріо було описано як «найбільш заздрили, якому найбільше наслідували та найуспішніший співочий колектив, фольклорний чи інший, у всьому шоу-бізнесі» та «беззаперечні королі фольклорного співу за всіма мірками». Величезні продажі платівок Тріо в перші дні зробили акустичну фолк-музику комерційно життєздатною, проклавши шлях для авторів-виконавців, фолк-року та американських виконавців, які пішли за ними.
The Kingston Trio продовжує гастролювати з 2023 року з музикантами, які отримали ліцензію на назву та торгову марку у 2017 році.

## Становлення 1954—1957
Дейв Гард і Боб Шейн були друзями ще з молодших класів школи Пунахоу в Гонолулу, Гаваї, де обидва навчилися грати на укулеле на обов'язкових уроках музики. Вони зацікавилися гавайськими гітаристами, такими як Габбі Пахінуї, і захопилися ними. Навчаючись у середній школі Пунахоу, Шейн навчив спочатку себе, а потім Гарда основам гри на шестиструнній гітарі, і вони почали виступати на вечірках і в шкільних шоу, виконуючи еклектичну суміш таїтянських, гавайських і пісень каліпсо.
Після закінчення середньої школи в 1952 році Гард вступив до Стенфордського університету, а Шейн вступив до сусіднього коледжу Менло. У Менло Шейн подружився з Ніком Рейнольдсом, уродженцем Сан-Дігана, який добре знав народні пісні та пісні каліпсо — частково від свого батька, який грав на гітарі, кадрового офіцера ВМС США. Рейнольдс також умів створювати та співати тенорові гармонії, навик, частково отриманий від сімейних співів, і міг грати як на гітарі, так і на барабанах бонго та конга. Деякий час Шейн і Рейнольдс виступали на вечірках братства та луау, і зрештою Шейн представив Рейнольдса Гвардії. За словами Рейнольдса, ці троє почали виступати в університетському містечку та на місцевих тусовках, іноді як тріо, але з групою друзів, кількість яких могла збільшитися до шести чи семи. Зазвичай вони виступали під назвою «Дейв Гард і Каліпсіанці». Жоден із трьох на той час не мав серйозних прагнень зайнятися професійним шоу-бізнесом, і Шейн повернувся на Гаваї після закінчення навчання в кінці 1956 року, щоб працювати в сімейному бізнесі спортивних товарів.
Ще в районі затоки, Гард і Рейнольдс організувалися дещо більш офіційно в організацію під назвою «Кінгстонський квартет» з друзями-басистом Джо Генноном і вокалісткою Барбарою Богу, хоча, як і раніше, до учасників часто приєднувалися інші друзі. На одній зустрічі в пивному саду Cracked Pot у Редвуд-Сіті вони познайомилися з молодим публіцистом із Сан-Франциско, на ім'я Френк Вербер, який почув про них від місцевого репортера розважальних програм. Верберу сподобалася сира енергія групи, але він не вважав їх настільки вишуканими, щоб хотіти представляти їх як агента чи менеджера на той момент, хоча він залишив свій номер телефону Гарду.

## Епоха піку успіху, 1957–61
Вербер запровадив суворий режим тренувань для Гарда, Шейна та Рейнольдса, репетируючи їх по шість-вісім годин на день протягом кількох місяців, відправляючи їх до відомого вокального тренера з Сан-Франциско Джуді Девіс, щоб допомогти їм навчитися зберігати свій голос, і працювати над ретельно підготовлений, але, очевидно, спонтанних жартів між піснями. Водночас група розробляла різноманітний і еклектичний репертуар каліпсо, фольклорних та іноземних пісень, запропонованих усіма трьома музикантами, хоча зазвичай в аранжуванні Гарда з деякими гармоніями, створеними Рейнольдсом.

## Зміна та друга фаза, 1961–67

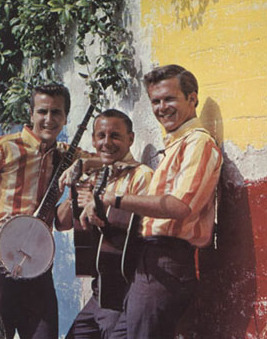
Друга трупа Kingston Trio після відходу Guard: Джон Стюарт, Нік Рейнольдс, Боб Шейн (літо 1963)

На початку 1961 року між Гардом з одного боку та Шейном і Рейнольдсом з іншого виник і поглибився розрив. У пресі та на вкладках до альбомів Гард згадувався як «визнаний лідер» групи, опис, який ніколи повністю не схвалювали Шейн і Рейнольдс, які вважали себе рівноправними учасниками репертуару та успіху групи. Гард хотів, щоб Шейн і Рейнольдс наслідували його приклад і дізналися більше про технічні аспекти музики, а також переорієнтували вибір пісень групи частково через різку критику, яку група отримувала від більш традиційних фолк-виконавців за Тріо. більш плавні та більш комерційні версії народних пісень і за прибуткові авторські права, які група Kingston забезпечила своїм аранжуванням пісень, що є суспільним надбанням. Шейн і Рейнольдс відчули, що старанно розроблена формула вибору пісень і їх виконання все ще служить їм добре.